# Kurixalus baliogaster
Kurixalus baliogaster är en groddjursart som först beskrevs av Inger, Orlov och Ilya Sergeevich Darevsky 1999.  Kurixalus baliogaster ingår i släktet Kurixalus och familjen trädgrodor. IUCN kategoriserar arten globalt som sårbar. Inga underarter finns listade i Catalogue of Life.